# Coccus longulus
Coccus longulus es una especie de cochinilla en la familia Coccidae. Es propia de Europa, posiblemente introducida en otras partes del mundo.